# Wally Beavers

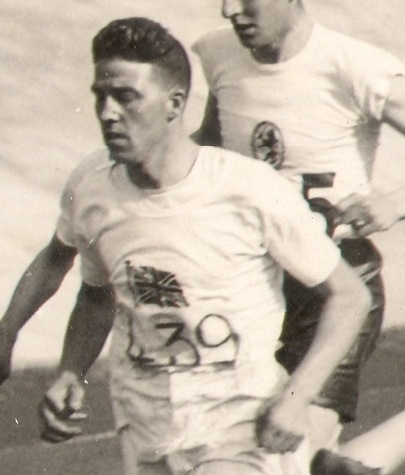
Wally Beavers (1928)

Wally Beavers (eigentlich Walter Beavers; * 11. Juli 1903 in York; † 29. November 1965 ebenda) war ein britischer Langstreckenläufer.
Bei den Olympischen Spielen 1928 in Amsterdam wurde er Neunter über 10.000 m und schied über 5000 m im Vorlauf aus. 1932 gewann er für England startend Bronze beim Cross der Nationen. Bei den British Empire Games 1934 in London siegte er über drei Meilen.
1928 und 1929 wurde er Englischer Meister über vier Meilen, 1932 über drei Meilen.

## Persönliche Bestzeiten
- 5000 m: 15:10,8 min, 28. Juli 1929, Colombes
- 10.000 m: 31:48,0 min, 29. Juli 1928, Amsterdam